# Cristiano Otoni
Cristiano Otoni är en kommun i Brasilien.   Den ligger i delstaten Minas Gerais, i den sydöstra delen av landet, 700 km sydost om huvudstaden Brasília. Antalet invånare är 5 007.
Omgivningarna runt Cristiano Otoni är huvudsakligen savann. Runt Cristiano Otoni är det ganska glesbefolkat, med 26 invånare per kvadratkilometer.